# Свети Илия (Мечкул)
Вижте пояснителната страница за други значения на Свети Илия.

„Свети Илия“ е възрожденска православна църква в изоставената махала Теовци на симитлийското село Мечкул, България, част от Неврокопската епархия на Българската православна църква.

## История
Църквата е изградена в 1805 година в Долен Мечкул, в малка долчинка на три километра югозападно от селото, където навремето са били селските гробища. Построен е от дялан камък от майстори от мелнишкото село Голешово, като в стените му са вградени гърнета, за по-добра акустика. До храма имало и водопровод, построен от калени тръби. Храмът е с размери 17 на 12 m. В 1836 година към нея е открито килийно училище с учител Димитър Паскалев Тоев.
Според местни легенди в тази църква е кръстено детето на Катерина Цилка, отвлечената заедно с мис Елън Стоун българка при аферата „Мис Стоун“.
Църквата е изгорена по време на Балканските войни, в 1912 или 1913 година. При пожара изгаря покривът, иконостасът и дървенията в интериора. Частично запазен е стенописът вляво от олтара, на който е изобразен Исус Христос.